# VK Partizan
VK Partizan (em sérbio: Vaterpolo klub Partizan) é um clube de polo aquático sérvio da cidade de Belgrado. atualmente na Liga Sérvia. É um dos clubes mais vitoriosos do polo aquático europeu.'

## História
VK Partizan foi fundado em 1946 na então Iugoslávia.

## Títulos
- LEN Champions League (7)
  - 1964, 1966, 1967, 1971, 1975, 1976, 2011
- LEN Taça dos Clubes Vencedores de Taças (1)
  - 1990
- LEN Copa da Europa (1)
  - 1998
- LEN Super Cup (2)
  - 1991, 2011
- COMEN Cup (1)
  - 1989
- Euro Interliga (2)
  - 2010, 2011
- Tom Hoad Cup (2)
  - 2006, 2011
- Liga Sérvia (29)
  - 1963, 1964, 1965, 1966, 1968, 1970, 1972, 1973, 1974, 1975, 1976, 1977, 1978, 1979, 1984, 1987, 1988, 1995, 2002, 2007, 2008, 2009, 2010, 2011, 2012, 2015, 2016, 2017, 2018
- Copa da Sérvia (26)
  - 1973, 1974, 1975, 1976, 1977, 1979, 1982, 1985, 1987, 1988, 1990, 1991, 1992, 1993, 1994, 1995, 2002, 2007, 2008, 2009, 2010, 2011, 2012, 2016, 2017, 2018
- Liga Iugoslávia de polo aquático d'inverno (6)
  - 1963, 1965, 1968, 1969, 1971, 1972